# NPa Bracuí (P-60)
O NPa “Bracuí” (P-60) é uma embarcação da Marinha do Brasil, da Classe Bracuí, que exerce a função de navio-patrulha.

## História
Construído pelo estaleiro Richards Shipbuilders, em Lowestoft, na Grã-Bretanha. Foi lançado ao mar em 30 de outubro de 1984 e incorporado em 12 de outubro de 1985 à Royal Navy, com a função de navio-varredor (Classe River). Recebeu o nome de HMS Itchen (M1217).
Adquirido pela Marinha do Brasil, foi incorporado à Armada em 8 de abril de 1998 na Base Naval de Portsmouth.
Passou por reformas e adequação às suas novas funções de navio-patrulha no Arsenal de Marinha do Rio de Janeiro (AMRJ) e posteriormente no Estaleiro Santa Cruz em Aracaju, estado de Sergipe.
Desde outubro de 1999 é subordinado ao Comando do Grupamento Naval do Norte, 4º Distrito Naval da Marinha do Brasil, sediado na Base Naval de Val-de-Cães em Belém do Pará.

## Origem do nome
O nome da embarcação e da Classe do navio é uma homenagem ao rio Bracuí, que deságua na enseada de mesmo nome, próximo à cidade de Angra dos Reis, no estado do Rio de Janeiro. A expressão "bracuí" na língua tupi "ybyrá-ku'i" /ɨβɨ'ra-ku'ʔi/, significando "farinha de madeira". É o segundo navio da Marinha a utilizar este nome, o primeiro foi o CTE Bracuí (D-23).

## Características[2]
- Deslocamento : 630 ton (padrão), 770 ton (plena carga)
- Dimensões (metros): 47,6 de comprimento, 10,5 de boca e 3,2 de calado
- Velocidade (nós): 14 (máxima)
- Propulsão: 2 motores diesel Ruston tipo 6 RKCM de 1.700 bhp por motor, acoplados a 2 eixos e 2 hélices Stone Vickers 63XS de quatro pás, de passo controlado.
- Eletricidade: 2 geradores diesel G & M Power de 230 kW.
- Raio de ação: 4.500 milhas náuticas à 10 nós.
- Sistema Elétrico: 2 geradores diesel G & M Power de 230 kW.
- Armamento:
  - 1 canhão Bofors Mk 3 de 40 mm, substituído em JUN2008
  - 2 metralhadoras de 20 mm
- Tripulação: 39 homens (4 oficiais)
- Equipamentos:
  - 2 lanchas de casco semi-rígido (RHIB), com capacidade para 10 homens;
- Código Internacional de Chamada: PWBR
- Tripulação: Comandante, 4 Oficiais e 40 praças.